# Crave (serviço de streaming)
Crave (antigamente conhecido como CraveTV) é um serviço de video on demand de assinatura canadense da Bell Media. O serviço concorre diretamente com outros serviços de streaming over-the-top baseados em assinatura que fazem negócios no Canadá, principalmente os serviços baseados nos Estados Unidos: Netflix e Amazon Prime Video.
Crave é a principal saída sob demanda dos direitos exclusivos canadenses da Bell para a maioria das programações dos serviços de televisão americanos como HBO, Showtime, Comedy Central e Starz; também oferece vários filmes teatrais e outras séries de televisão, incluindo séries originais da Bell Media e aquisições estrangeiras. No entanto, as temporadas atuais dos programas da HBO e Starz, e a maioria dos filmes só estão disponíveis por meio de assinaturas adicionais correspondentes às redes de televisão por assinatura lineares Crave/HBO Canadá e Starz.
Crave está disponível tanto como um serviço de subscrição excessiva diretamente da Bell Media ou através de intermediários como a App Store da Apple, ou como um pacote de vídeo sob demanda através dos provedores de serviços de televisão canadense participantes. Desde novembro de 2018, o serviço VOD tem sido operado em conjunto com a rede de TV paga Crave (anteriormente The Movie Network), mas para fins regulatórios é tratado como uma operação separada.

## Distribuição
CraveTV está disponível através da biblioteca de vídeo sob demanda dos set-top boxes dos assinantes e como um serviço superior por meio de seu website, aplicativos móveis, consoles de videogame, televisor conectado e outros dispositivos. Bell não indicou nenhum plano para tornar a CraveTV disponível em uma base autônoma, afirmando que a CraveTV "aumentaria o valor do ecossistema de televisão por assinatura" e estaria "disponível para todos os provedores de TV do Canadá". O ex-presidente da Bell Media, Kevin Crull, explicou que o conteúdo da televisão em qualquer serviço de streaming "[não existiria] se você não tivesse o sistema de TV tradicional. Então, você realmente não pode sustentar um sem o outro". Além disso, ele afirmou que o serviço não "canibalizaria" o investimento da Bell nos serviços tradicionais de televisão linear. Amarrar o serviço a um serviço de televisão também contraria a tendência de "corte de cabo", em que se abandona a televisão a cabo ou por satélite em favor da obtenção exclusiva de programação de televisão pelo ar e por meio de serviços SVOD.
No lançamento, o serviço estava disponível apenas para assinantes de provedores de serviços de televisão da Bell Canada (incluindo a Bell Satellite TV, a Bell Fibe TV, a Fibe TV e a Northwestel TV a cabo), juntamente com a Eastlink e a Telus. Em fevereiro de 2015, foram acrescentadas Access Communications, Cable Cable e Nexicom, dando maior disponibilidade ao serviço em Saskatchewan e norte do Canadá.
Em 13 de julho de 2015, a Bell anunciou que a CraveTV faria a transição para um serviço disponível para todos os usuários, independentemente de provedor, em janeiro de 2016. Em janeiro de 2016, o serviço quando vendido através de provedores de TV aumentou de preço de  $4 para $6 por mês. Em 14 de janeiro de 2016, o CraveTV foi lançado como um serviço superior, custando US$ 7,99 por mês.